# Stefano Ferrando
Stefano Ferrando (Rossiglione, 28 settembre 1895 – Genova, 21 giugno 1978) è stato un missionario e arcivescovo cattolico italiano.

## Biografia
Figlio di Agostino Ferrando e di sua moglie Giuseppina Salvi, frequentò le scuole dai salesiani di Fossano e, poi, di Torino: tra i salesioni abbracciò pure la vita religiosa e nel 1912 emise la professione a Foglizzo.
Prese parte alla prima guerra mondiale nel corpo della sanità militare e fu decorato con la Medaglia d'Argento al valore.
Ordinato sacerdote nel 1923, partì in quello stesso anno per le missioni salesiane in Assam e fu maestro dei novizi a Shillong.
Fu eletto vescovo di Krishnagar nel 1934 e l'anno successivo fu trasferito alla sede di Shillong, dove istituì la congregazione delle suore missionarie catechiste per l'assistenza alle neofite cristiane.
Nel 1969 lasciò la guida della diocesi e fu nominato arcivescovo (titolo personale) titolare di Troina. Rientrò in Italia e si stabilì presso i salesiani di Quarto, dove si spense.
Su richiesta delle suore da lui fondate, il suo corpo fu poi trasferito a Shillong e deposto in un'urna nella cappella del convento di Santa Margherita.
In vista della sua beatificazione, fu avviata un'inchiesta diocesana conclusasi nel 2006. Il 3 marzo 2016 è stata autorizzata la promulgazione del decreto riguardante le virtù eroiche del vescovo missionario, al quale è stato riconosciuto il titolo di venerabile.

## Genealogia episcopale e successione apostolica
La genealogia episcopale è:
- Cardinale Scipione Rebiba
- Cardinale Giulio Antonio Santori
- Cardinale Girolamo Bernerio, O.P.
- Arcivescovo Galeazzo Sanvitale
- Cardinale Ludovico Ludovisi
- Cardinale Luigi Caetani
- Cardinale Ulderico Carpegna
- Cardinale Paluzzo Paluzzi Altieri degli Albertoni
- Papa Benedetto XIII
- Papa Benedetto XIV
- Papa Clemente XIII
- Cardinale Marcantonio Colonna
- Cardinale Giacinto Sigismondo Gerdil, B.
- Cardinale Giulio Maria della Somaglia
- Cardinale Carlo Odescalchi, S.I.
- Cardinale Costantino Patrizi Naro
- Cardinale Lucido Maria Parocchi
- Papa Pio X
- Papa Benedetto XV
- Cardinale Willem Marinus van Rossum, C.SS.R.
- Arcivescovo Pietro Pisani
- Arcivescovo Ferdinand Périer, S.I.
- Arcivescovo Stefano Ferrando, S.D.B.

La successione apostolica è:
- Arcivescovo Joseph Mittathany (1969)